# Alycia Parks

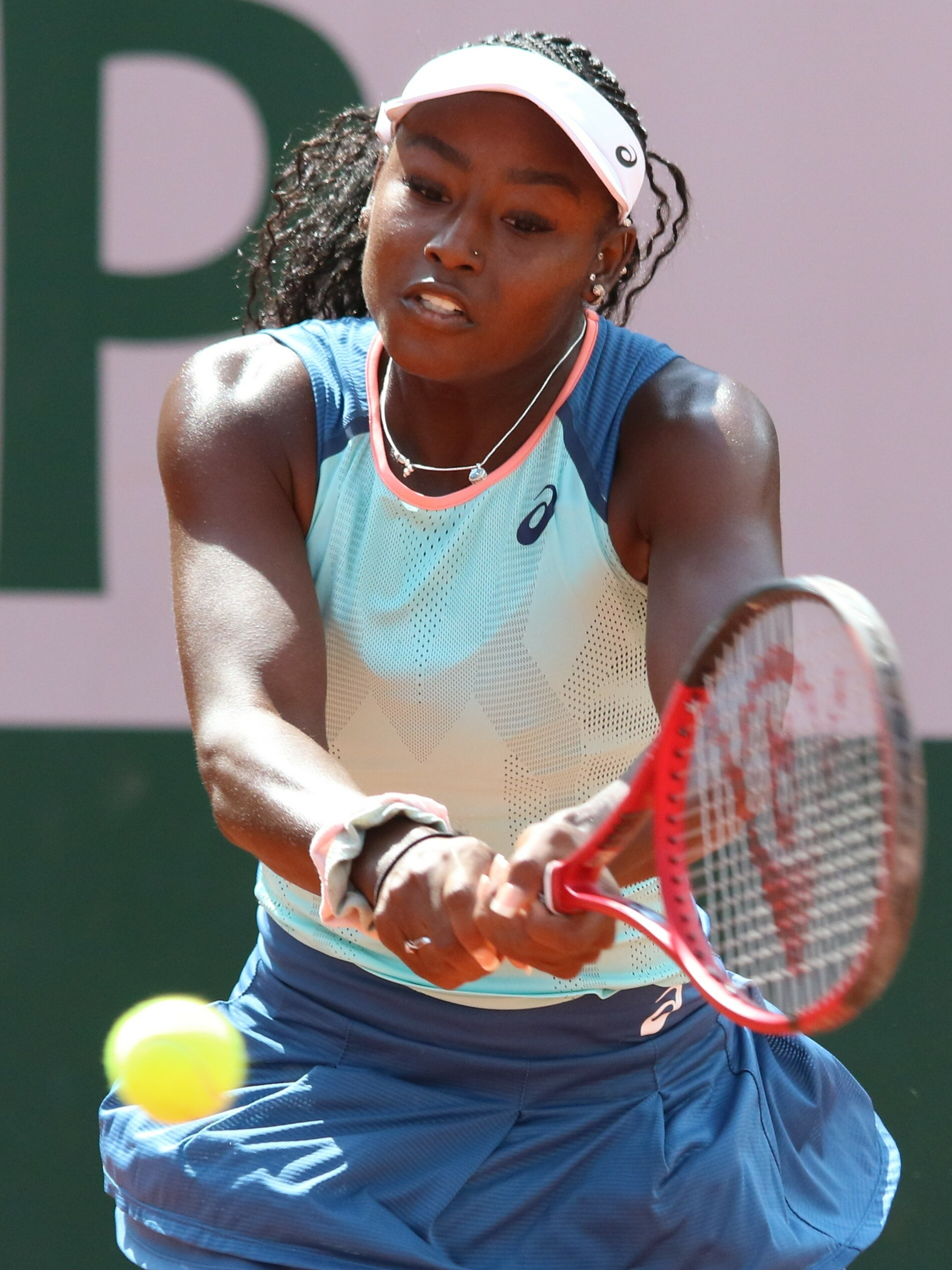
Roland Garros 2022 (kwalificatie)

Alycia Parks (Atlanta, 31 december 2000) is een tennisspeelster uit de Verenigde Staten van Amerika. Zij begon op zevenjarige leeftijd met het spelen van tennis. Haar favoriete ondergrond is hardcourt. Zij speelt rechtshandig en heeft een tweehandige backhand. Zij is actief in het internationale tennis sinds 2017.

## Loopbaan
In 2020 won Parks haar eerste titel, op het ITF-toernooi van Orlando – in de finale versloeg zij landgenote Robin Montgomery.
In 2021 kwalificeerde Parks zich voor het eerst voor een WTA-hoofdtoernooi, op het toernooi van Charleston – zij bereikte er de tweede ronde. Later dat jaar kreeg Parks een wildcard voor het US Open, en speelde daarmee haar eerste grandslamtoernooi. Deze wildcard was initieel bedoeld voor Venus Williams, maar doordat Kirsten Flipkens zich terugtrok, kwam deze wildcard vrij.
In april 2022 haakte Parks nipt aan bij de top 150 van de wereldranglijst in het enkelspel. In september steeg zij ook in het dubbelspel naar de top 150. In oktober won zij, samen met landgenote Caty McNally, de dubbelspeltitel op het WTA-toernooi van Ostrava – daarmee kwam zij binnen op de mondiale top 100 van het dubbelspel. In november won zij de dubbelspeltitel op het WTA-toernooi van Midland, samen met landgenote Asia Muhammad. In december won zij haar eerste WTA-enkelspeltitel, op het WTA-toernooi van Andorra – daarmee haakte zij nipt aan bij de top 100 van het enkelspel. Een week later won Parks in Angers de titel zowel in het enkel- als in het dubbelspel.
In februari 2023 won Parks haar derde WTA-enkelspeltitel in Lyon – het was haar eerste titel van een categorie hoger dan WTA 125. In de finale versloeg zij de in Lyon wonende Française Caroline Garcia. Later die maand kwam zij bij het dubbelspel binnen op de top 50 van de wereldranglijst; ook haakte zij nipt aan bij de mondiale top 50 van het enkelspel.
In juni 2024 won Parks in Gaiba de titel zowel in het enkel- als in het dubbelspel. De maand erna won zij haar vijfde WTA-enkelspeltitel in Warschau en in december de zesde op het WTA 125-toernooi van Angers.

## Posities op deWTA-ranglijst
Positie per einde seizoen:
| jaar | rang enkelspel | rang dubbelspel |
| ---- | -------------- | --------------- |
| 2017 | 1208           | 1261            |
| 2018 | 984            | 706             |
| 2019 | 410            | 584             |
| 2020 | 364            | 577             |
| 2021 | 237            | 368             |
| 2022 | 118            | 68              |
| 2023 | 47             | 31              |

## Resultaten grandslamtoernooien
| Legenda | Legenda                          |
| ------- | -------------------------------- |
| g.t.    | geen toernooi gehouden           |
| l.c.    | lagere categorie                 |
| –       | niet deelgenomen                 |
| G       | uitgeschakeld in de groepsfase   |
| 1R      | uitgeschakeld in de eerste ronde |
| 2R      | uitgeschakeld in de tweede ronde |
| 3R      | uitgeschakeld in de derde ronde  |
| 4R      | uitgeschakeld in de vierde ronde |
| KF      | uitgeschakeld in de kwartfinale  |
| HF      | uitgeschakeld in de halve finale |
| F       | de finale verloren               |
| W       | het toernooi gewonnen            |
| w-v     | winst/verlies-balans             |

### Enkelspel
| toernooi        | 2021 |    | 2023 | 2024 |
| --------------- | ---- | -- | ---- | ---- |
| Australian Open | –    | –  | 3R   |      |
| Roland Garros   | –    | 1R | –    |      |
| Wimbledon       | –    | 2R | 1R   |      |
| US Open         | 1R   | 1R | –    |      |

### Vrouwendubbelspel
| toernooi        | 2023 | 2024 |
| --------------- | ---- | ---- |
| Australian Open | 3R   | 1R   |
| Roland Garros   | 2R   | 1R   |
| Wimbledon       | 1R   | 2R   |
| US Open         | 3R   | 2R   |

### Gemengd dubbelspel
| toernooi        | 2022 | 2023 | 2024 |
| --------------- | ---- | ---- | ---- |
| Australian Open | –    | –    | –    |
| Roland Garros   | –    | –    | –    |
| Wimbledon       | –    | –    | –    |
| US Open         | 1R   | 2R   | 2R   |

## Palmares
| Legenda                 |
| ----------------------- |
| Grandslamtoernooi       |
| Olympische Spelen       |
| Year-End Championships  |
| Premier Mandatory       |
| Premier Five / WTA 1000 |
| Premier / WTA 500       |
| International / WTA 250 |
| Challenger / WTA 125    |

### WTA-finaleplaatsen enkelspel
| nr.              | finale     | toernooi     | ondergrond    | tegenstandster     | score         |         |
| ---------------- | ---------- | ------------ | ------------- | ------------------ | ------------- | ------- |
| gewonnen finales |            |              |               |                    |               |         |
| 1.               | 2022-12-04 | WTA Andorra  | hardcourt (i) | Rebecca Peterson   | 6-1, 6-4      | details |
| 2.               | 2022-12-11 | WTA Angers   | hardcourt (i) | Anna-Lena Friedsam | 6-4, 4-6, 6-4 | details |
| 3.               | 2023-02-05 | WTA Lyon     | hardcourt (i) | Caroline Garcia    | 7-6, 7-5      | details |
| 4.               | 2024-06-23 | WTA Gaiba    | gras          | Bernarda Pera      | 6-3, 6-1      | details |
| 5.               | 2024-07-27 | WTA Warschau | hardcourt     | Maya Joint         | 3-6, 6-3, 6-3 | details |
| 6.               | 2024-12-08 | WTA Angers   | hardcourt (i) | Belinda Bencic     | 7-6, 3-6, 6-0 | details |
| verloren finales |            |              |               |                    |               |         |
| 1.               | 2024-11-10 | WTA Midland  | hardcourt (i) | Rebecca Marino     | 2-6, 1-6      | details |

### WTA-finaleplaatsen vrouwendubbelspel
| nr.              | finale     | toernooi           | ondergrond    | partner          | tegenstandsters                         | score             |         |
| ---------------- | ---------- | ------------------ | ------------- | ---------------- | --------------------------------------- | ----------------- | ------- |
| gewonnen finales |            |                    |               |                  |                                         |                   |         |
| 1.               | 2022-10-09 | WTA Ostrava        | hardcourt (i) | Caty McNally     | Alicja Rosolska Erin Routliffe          | 6-3, 6-2          | details |
| 2.               | 2022-11-05 | WTA Midland        | hardcourt     | Asia Muhammad    | Anna-Lena Friedsam Nadija Kitsjenok     | 6-2, 6-3          | details |
| 3.               | 2022-12-11 | WTA Angers         | hardcourt (i) | Zhang Shuai      | Miriam Kolodziejová Markéta Vondroušová | 6-2, 6-2          | details |
| 4.               | 2023-08-19 | WTA Cincinnati     | hardcourt     | Taylor Townsend  | Nicole Melichar-Martinez Ellen Perez    | 6-7, 6-4, [10-6]  | details |
| 5.               | 2024-06-22 | WTA Gaiba          | gras          | Hailey Baptiste  | Miriam Kolodziejová Anna Sisková        | 7-6, 6-2          | details |
| verloren finales |            |                    |               |                  |                                         |                   |         |
| 1.               | 2023-05-20 | WTA Parijs Clarins | gravel        | Nadija Kitsjenok | Anna Danilina Vera Zvonarjova           | 7-5, 6-7, [12-14] | details |
| 2.               | 2023-06-25 | WTA Birmingham     | gras          | Storm Hunter     | Marta Kostjoek Barbora Krejčíková       | 2-6, 6-7          | details |